# فرودگاه واراناگل
فرودگاه واراناگل  (به انگلیسی: Warangal Airport) (به زبان بومی: Warrangal Airport) یک فرودگاه همگانی  با کد یاتا WGC است . این فرودگاه در شهر  واراناگل کشور هند قرار دارد و در ارتفاع ۲۸۵ متری از سطح دریا واقع شده است.